# Équipe d'Espagne féminine de football des moins de 17 ans
Cet article traite de l'équipe féminine. Pour l'équipe masculine, voir Équipe d'Espagne des moins de 17 ans de football.
Maillots
L’équipe d'Espagne de football féminin des moins de 17 ans est constituée par une sélection des meilleures joueuses espagnoles de moins de 17 ans sous l'égide de la Fédération d'Espagne de football. Elle est une des 4 seules équipes à avoir remporté la finale d'une édition du Championnat d'Europe de football féminin des moins de 17 ans.

## Parcours

### Parcours en Coupe du monde
- 2008 : Non qualifiée
- 2010 :  Troisième
- 2012 : Non qualifiée
- 2014 :  Deuxième
- 2016 :  Troisième
- 2018 :  Vainqueur
- 2022 :  Vainqueur
- 2024 :  Deuxième

### Parcours en Championnat d'Europe
- 2008 : Non qualifiée
- 2009 :  Deuxième
- 2010 :  Vainqueur
- 2011 :  Vainqueur
- 2012 : Non qualifiée
- 2013 :  Troisième
- 2014 :  Deuxième
- 2015 :  Vainqueur
- 2016 :  Deuxième
- 2017 :  Deuxième
- 2018 :  Vainqueur
- 2019 :  Demi-finaliste
- 2020 et 2021 : Éditions annulées
- 2022 :  Deuxième
- 2023 :  Deuxième
- 2024 :  Vainqueur